# Birger Forell
Birger Forell (* 27. September 1893 in Söderhamn, Schweden; † 4. Juli 1958 in Borås, Schweden) war ein schwedischer evangelischer Pfarrer. Er setzte sich für Flüchtlinge, Verfolgte, Vertriebene und Kriegsgefangene während des Zweiten Weltkriegs und danach ein.

## Leben

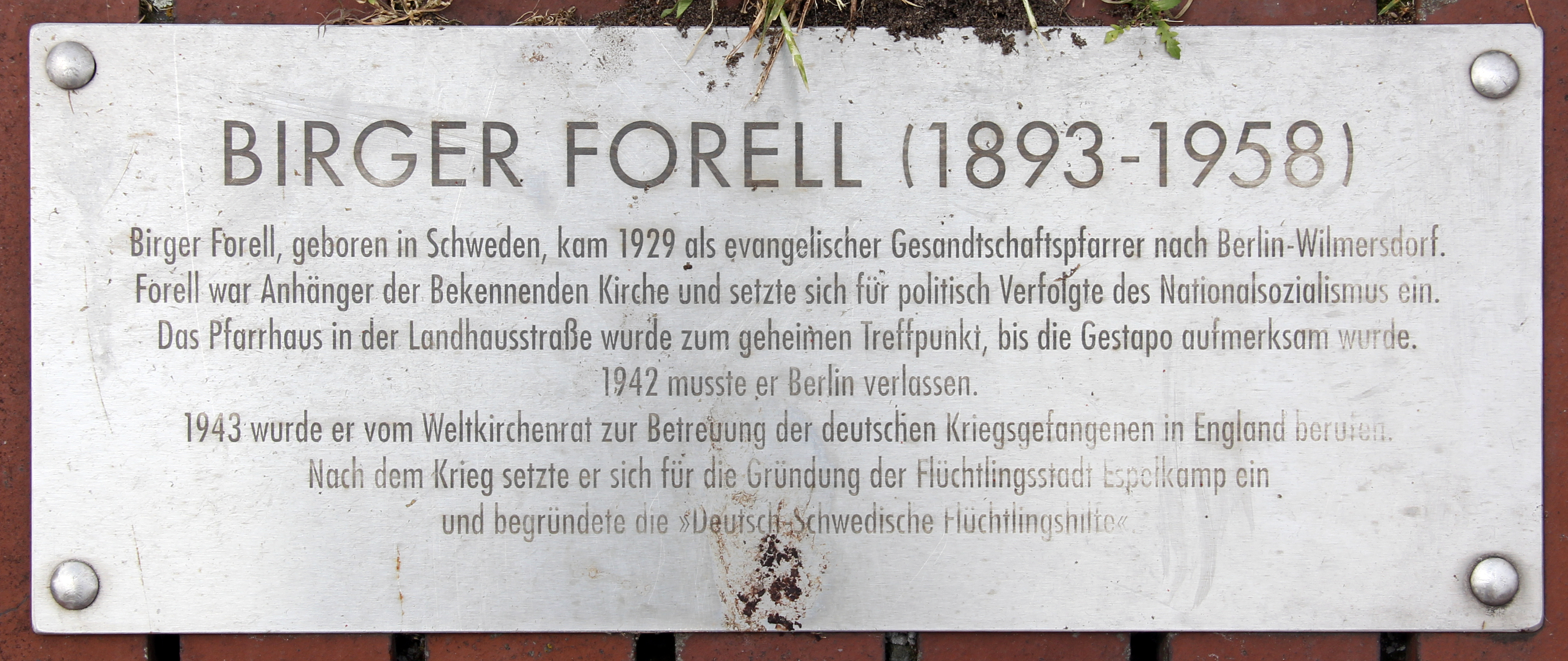
Gedenktafel, Birger-Forell-Platz, in Berlin-Wilmersdorf

Forell studierte ab 1919/1920 Theologie an den Universitäten Tübingen und Marburg. Von 1929 bis 1942 war er Pfarrer an der schwedischen Kirche in Berlin und ein entschiedener Unterstützer der Bekennenden Kirche. Er half Verfolgten des NS-Regimes und wurde von der Gestapo überwacht. Auf Drängen der Nationalsozialisten wurde er nach Schweden zurückberufen und war von 1942 bis 1951 Pfarrer in Borås.
1943 wurde er vom Weltkirchenrat zur Betreuung der deutschen Kriegsgefangenen nach England geschickt. 1944 gründete er in Borås das Komitee für christliche Nachkriegshilfe. 1945 gründete er mit Unterstützung der englischen Kirchen und nach einer längeren Diskussion mit dem englischen Kriegsministerium in der Grafschaft Nottinghamshire in Kooperation mit dem YMCA-Mitarbeiter John Barwick das Studienlager Norton Camp. Dort konnten deutsche Kriegsgefangene aus allen englischen Lagern das Abitur ablegen. Der von Forell gewünschte Schwerpunkt war eine theologische Schule, an der Geistliche und Laienhelfer für die kirchliche Arbeit ausgebildet wurden. Parallel bildete, wie vom Kriegsministerium gewollt, eine pädagogische Schule Volksschullehrer aus.
Ab 1947 setzte sich Forell dafür ein, auf dem Gelände einer ehemaligen Munitionsanstalt der Wehrmacht in Mittwald bei Espelkamp die Flüchtlingsstadt Espelkamp zu gründen. 1948 konstituierte sich in Mittwald das Komitee für christliche Nachkriegshilfe, das als Schwedenhilfe gespendete Lebensmittel, Bekleidung und Geld verteilte. 1951 gab er sein Amt als Pfarrer in Borås ganz auf und gründete die Deutsch-Schwedische Flüchtlingshilfe, die heimatvertriebenen Bauern bei der Wiederansiedlung half.
1958 starb Birger Forell. Die Flüchtlingshilfe stellte zwei Jahre später ihre Arbeit ein. Die Aufgaben wurden von der Birger-Forell-Stiftung e.V. fortgeführt, bis diese 2000 aufgelöst wurde.

## Familie
Forell war verheiratet mit Calise Strindberg. Mit ihr hatte er drei Kinder, von denen zwei früh starben.

## Ehrungen
- 31. März 1955: Verdienstorden der Bundesrepublik Deutschland, Großes Verdienstkreuz
- Nach Birger Forell sind Schulen und Straßen in Berlin, Bonn, Recklinghausen, Espelkamp und im niedersächsischen Neugnadenfeld sowie eine Siedlung im nordhessischen Kaufungen benannt.

- Am Haus der schwedischen Kirche in Berlin hängt heute eine Gedenkplakette, die an ihn erinnert. Am „Birger-Forell-Platz“ in Berlin-Wilmersdorf wurde am 4. Juli 2008 bei einem Open-Air-Konzert eine Erinnerungstafel an sein Engagement eingeweiht.

- Die Deutsche Bundespost gab 1993 eine Briefmarke zur Erinnerung an den 100. Geburtstag Birger Forells heraus.